# コカ・コーラレッドスパークス
コカ・コーラレッドスパークス（英: Coca-Cola Red Sparks）は、トップチャレンジリーグに加盟していたラグビーユニオンチームである。母体はコカ・コーラボトラーズジャパン。2021年末をもって事実上廃部となった。
コカ・コーラに所属していた選手が母体となり、新チーム「ルリーロ福岡」（トップキュウシュウA）が福岡県うきは市を本拠地に2022年4月に結成された。
2022年リーグワン初年度の活動のみで休部が検討されていた宗像サニックスブルース（リーグワン3部）へ、コカ・コーラの選手を受け入れることも検討された。同チームの休部後、選手の一部は「ルリーロ福岡」へ合流した。

## ホームグラウンド
ホームグラウンドだった「さわやかスポーツ広場」（福岡市東区香椎浜ふ頭）は、チーム解散後、2022年12月に日本ラグビーフットボール協会運営による施設として継承された。
2023年3月18日には九州ラグビーフットボール協会の事務所が入居。同年5月には「JAPAN BASE」という名称で本格的に施設を開業した。
ラグビー日本代表（男子・女子・ジュニア、15人制・7人制）の強化拠点事業と、地元のラグビースクールや学生・社会人チームの練習場としての利用や各種大会・試合の開催などに加え、普及振興イベントやホスピタリティサービス事業も展開する。

## 歴史
- 1966年 - 日米コカ・コーララグビー部として創部。
- 1970年 - 会社認定のラグビー部として活動開始。
- 1973年 - 日米コカ・コーラボトリングの社名が「北九州コカ・コーラボトリング」に変更されたのに伴い、北九州コカ・コーララグビー部に改める。
- 1974年 - 西日本リーグ参戦。
- 1999年 - 社名が「コカ・コーラウエストジャパン」に変更されたのに伴い、コカ・コーラウエストジャパンラグビー部に改める。
- 2000年 - 全国社会人大会に初出場。
- 2003年 - トップキュウシュウに参入。日本選手権大会に出場。
- 2004年 - 元日本代表監督の向井昭吾が監督に就任。
- 2005年 - トップリーグ昇格を決める。九州からは福岡サニックスブルースに次いで2チーム目。
- 2006年 - 持株会社移行によりラグビー部はコカ・コーラウエストホールディングスに移管。チーム愛称をコカ・コーラウエストレッドスパークスとする。
- 2007年 - 選手の不祥事により一時活動停止。
- 2008年 - レッドスパークス応援歌完成（歌唱は「RiZ」「funnyfunkyfive」のメンバー）。
- 2012年 - トップリーグで最下位（14位）に終わり、トップキュウシュウに自動降格。
- 2013年 - トップチャレンジ1で1位となり、1年でトップリーグ復帰。日本選手権にも出場し、2回戦で神戸製鋼に敗れた。
- 2014年 - チーム名称を現在のコカ・コーラレッドスパークスに変更。
- 2018年 - 母体会社が吸収合併によりコカ･コーラボトラーズジャパン株式会社となる。トップリーグ入替戦でNTTドコモに敗れ、トップチャレンジリーグに降格。
- 2021年 - 4月30日、ラグビー部の活動を同年末をもって終了することを決定、ジャパンラグビートップリーグからの退会、および2022年1月に開幕を予定する新リーグへの参入申請取り下げが受理されたことを発表[1]。

## タイトル
最上位リーグ
なし
下位リーグ
- トップキュウシュウA　優勝：2回（2003, 2012）

## 成績

### 全国社会人大会戦績
| 回 | 年度 | 地区   | 成績           | 試 | 勝 | 分 | 敗 | 得 | 失  | 差   | 備考                                         |
| -- | ---- | ------ | -------------- | -- | -- | -- | -- | -- | --- | ---- | -------------------------------------------- |
| 53 | 2000 | 西日本 | 1回戦敗退      | 1  | 0  | 0  | 1  | 14 | 74  | -60  | コカ・コーラウエストジャパンのチーム名で出場 |
| 54 | 2001 | 西日本 | 1回戦敗退      | 1  | 0  | 0  | 1  | 0  | 102 | -102 |                                              |
| 55 | 2002 | 西日本 | 予選プール敗退 | 3  | 0  | 0  | 3  | 36 | 164 | -128 |                                              |

### リーグ戦戦績

#### トップリーグ創設以降
- 2003-2004シーズン トップキュウシュウA 優勝、順位決定戦：2位、トップチャレンジ2：3位
- 2004-2005シーズン トップキュウシュウA 2位、順位決定戦：2位、トップチャレンジ2：2位
- 2005-2006シーズン トップキュウシュウA 2位、順位決定戦：1位、トップチャレンジ1：1位、トップリーグへ自動昇格
- 2006-2007シーズン トップリーグ 10位（4勝9敗）
- 2007-2008シーズン トップリーグ 9位（5勝8敗）
- 2008-2009シーズン トップリーグ 10位（6勝7敗）
- 2009-2010シーズン トップリーグ 8位（7勝6敗）
- 2010-2011シーズン トップリーグ 10位（5勝8敗）
- 2011-2012シーズン トップリーグ 14位（1勝12敗）、トップキュウシュウAへ自動降格
- 2012-2013シーズン トップキュウシュウA 優勝（予選リーグ：1位 6勝、決勝リーグ：1-3位グループ 2勝）、トップチャレンジ1：1位、トップリーグへ自動昇格
- 2013-2014シーズン トップリーグ 14位（1stステージ：プールB8位 6敗1分、2ndステージ：プールB6位 3勝4敗）、トップリーグ入替戦：勝利、トップリーグ残留
- 2014-2015シーズン トップリーグ 14位（1stステージ：プールB7位 1勝6敗、2ndステージ：プールB6位 2勝5敗）、トップリーグ入替戦：勝利、トップリーグ残留
- 2015-2016シーズン トップリーグ 14位（リーグ戦：プールB8位 7敗、順位決定トーナメント：下位グループ 1回戦敗退、13-16位決定予備戦 勝利、13位決定戦 敗戦）、トップリーグ入替戦：勝利、トップリーグ残留
- 2016-2017シーズン トップリーグ 14位（3勝12敗）、トップリーグ入替戦：勝利、トップリーグ残留
- 2017-2018シーズン トップリーグ 14位（リーグ戦：ホワイトカンファレンス8位 13敗、順位決定トーナメント：1回戦 勝利、13位決定戦 敗戦）、トップリーグ入替戦：引き分け、規定によりトップリーグ残留
- 2018-2019シーズン トップリーグ 16位（リーグ戦：ホワイトカンファレンス8位 7敗、順位決定トーナメント：1回戦 敗戦、15位決定戦 敗戦、トップリーグカップ 13位（プール戦：4位 3敗、順位決定トーナメント：13位決定戦 勝利）、トップリーグ入替戦：敗戦、トップチャレンジリーグ降格
- 2019-2020シーズン トップチャレンジリーグ 3位（5勝1敗1分）、トップリーグカップ プール戦敗退（3位 3勝2敗）
- 2020-2021シーズン トップチャレンジリーグ 3位（リーグ戦：Bグループ2位 3勝1敗、順位決定戦：3位決定戦 勝利）、ジャパンラグビートップリーグ2021・プレーオフトーナメント 1回戦敗退

## 2020年度スコッド
2020年度のスコッドは次の通り。太字は2020年度・2021年度からの新加入選手。
- 主将 山下昂大 / 山北純嗣

| ポジション | 選手名                 | 出身校                       | 代表 キャップ |
| ---------- | ---------------------- | ---------------------------- | ------------- |
| PR         | 猿渡康雄               | 帝京大                       |               |
| PR         | 田中智広               | 近畿大                       |               |
| PR         | 徳重元気               | 九州共立大                   |               |
| PR         | 日比野壮大             | 中京大                       |               |
| PR         | 細野裕一朗             | 京都産業大                   |               |
| PR         | 久原綾眞               | 明治大                       |               |
| PR         | 長谷川寛太             | 帝京大                       |               |
| PR         | 塩田蔵人               | 大東文化大                   |               |
| HO         | 原山光正               | 立命館大                     |               |
| HO         | 中村篤郎               | 流通経済大                   |               |
| HO         | 川地光節               | 法政大                       |               |
| HO         | 山本貢                 | 関東学院大                   | 10            |
| HO         | 西村光太               | 九州共立大                   |               |
| LO         | 木下修一               | 帝京大                       |               |
| LO         | 筬島直人               | 帝京大                       |               |
| LO         | 西村龍馬               | 専修大                       |               |
| LO         | ジョサム・ランプリング | ケルストンボーイズ高         |               |
| LO         | ウィル・マンゴス       | ？                           |               |
| LO         | 野田響                 | 帝京大                       |               |
| FL         | 桑水流裕策             | 福岡大                       | 3             |
| FL         | 鈴木秀明               | 大東文化大                   |               |
| FL         | 西川中                 | 流通経済大                   |               |
| FL         | マルジーン・イラウア   | 帝京大                       | 7             |
| No.8       | ジョセフ・トゥペ       | デラセラカレッジ             |               |
| No.8       | 花田広樹               | 福岡大                       |               |
| No.8       | ブロディ・マカスケル   | アランモアカトリックカレッジ |               |

| ポジション | 選手名                       | 出身校               | 代表 キャップ |
| ---------- | ---------------------------- | -------------------- | ------------- |
| SH         | 江頭翔太                     | 拓殖大               |               |
| SH         | 田辺雅文                     | 専修大               |               |
| SH         | 星野玄太                     | 中京大               |               |
| SH         | 三股久典                     | 明治大               |               |
| SH         | 中村翔                       | 法政大               |               |
| SH         | 木村貴大                     | 筑波大               |               |
| SO         | 山崎雄希                     | 帝京大               |               |
| SO         | 田中健登                     | 立命館大             |               |
| SO         | ベン・ルーカス               | ジョセフカレッジ     |               |
| SO         | 今泉仁                       | 立正大               |               |
| WTB        | 猿楽直希                     | 明治大               |               |
| WTB        | 副島亀里ララボウラティアナラ | ランバササンガム高   |               |
| WTB        | 八文字雅和                   | 流通経済大           |               |
| WTB        | 津岡翔太郎                   | 帝京大               |               |
| WTB        | 黒川ラフィ                   | 専修大               |               |
| WTB        | ジョー・カマナ               | フェイザー高         |               |
| CTB        | 山北純嗣                     | 中央大               |               |
| CTB        | 山本耀司                     | 京都産業大           |               |
| CTB        | 石垣航平                     | 帝京大               |               |
| CTB        | ウィリアム・トゥポウ         | ブリスベンステート高 | 9             |
| CTB        | 下良好純                     | 京都産業大           |               |
| CTB        | 岩下丈一郎                   | 関東学院大           |               |
| CTB        | トゥクフカ・トネ             | 大阪産業大           |               |
| CTB        | 星野大紀                     | 大東文化大           |               |
| FB         | 吉澤太一                     | 立正大               |               |
| FB         | 鎌田健太郎                   | 帝京大               |               |

## 過去の所属選手
| - 有田将太 - 有田隆平 - 岩本亮 - ウィリ・ローファイ - 上本茂基 - 榎本光祐 - 大塚大輔 - 岡田正平 - 香月武 - 茅島雅俊 - 川口皓平 - 小柳泰貴 - 五郎丸亮 - サム・ワイクス - ジェームズ・マーシャル - ジャスティン・コベニー - 関屋駿 - ソロモン・キング - 築城昌拓 - 築城康拓 - 豊田将万（元日本代表） - ナイジェル・アーウォン | - 南里新 - ニールソン武蓮伝 - 西浦達吉（元日本代表。03年Ｗ杯メンバー） - ネイサン・ベラ - ピータースダニエル - 平原大敬 - 福田哲也 - 淵上宗志（元日本代表） - マーク・アボット - 町野泰司 - 松島鴻太（現京都ハンナリーズ代表取締役） - 松本健志 - 山口智史 - 山下昂大 - 山田久寿 - ヨハン・バードゥル - ラファエレティモシー（日本代表） - レレア・パエア - ティム・ベイトマン（マオリNZ代表） - 渡辺郷 - タキタキエロネ |